# Ciosowa
Ciosowa – wieś w Polsce położona w województwie świętokrzyskim, w powiecie kieleckim, w gminie Miedziana Góra.
| SIMC    | Nazwa       | Rodzaj    |
| ------- | ----------- | --------- |
| 0252121 | Ławeczno    | część wsi |
| 0252138 | Szlifiernia | część wsi |

W latach 1975–1998 miejscowość administracyjnie należała do województwa kieleckiego.
Przez wieś przechodzi  Główny Szlak Świętokrzyski im. Edmunda Massalskiego z Gołoszyc do Kuźniaków.
W pobliżu wsi, na Ciosowej Górze znajduje się nieczynny kamieniołom piaskowca, wykorzystywany przez amatorów wspinaczki skałkowej.